# Jamie Sams
Jamie Sams (1951) es una escritora norteamericana. Descendiente de seneca, cherokee y franceses, reside en Santa Fe (Nuevo México), y nieta de la escritora seneca Twyla Nitsch. Ha escrito Dancing the dream: the seven sacred paths of human transformation (1998), Midnight song: quest for the vanished ones (1988) y The 13 original clan mothers: your sacred path to discovering the gifts, talents and abilities of the feminine throught the ancient teachings of the sisterhood (1993).